# Zmenšený septakord
Zmenšený septakord je pojem z oboru hudební teorie označující jeden z méně frekventovaných typů čtyřzvuku – septakordu.
Jedná se o akord obsahující kromě svého základního tónu ještě malou tercii, zmenšenou kvintu a zmenšenou septimu. Z hlediska terciového systému je zmenšený septakord rozšířením zmenšeného kvintakordu (o malou tercii). Povahou se jedná o disonantní akord působící velmi melancholickým, tísnivým dojmem.

## Značení
Zmenšený septakord je obvykle značen velkým písmenem názvu základního tónu s příponou dim (z angl. diminished = „zmenšený“). Hovorově se mu proto také říká „dim“ (např. „cé dim“), a obecně též „zmenšeňák“ nebo „zmenšák“.
Příklady:
- {\displaystyle Cdim\,\!} od základního tónu c
- {\displaystyle F^{\#}dim\,\!} od základního tónu fis
- {\displaystyle E^{b}dim\,\!} od základního tónu es

Alternativním značením je kroužek:
- Co, případně Co7 na jasné odlišení od pouhého zmenšeného kvintakordu.

## Složení
Následující tabulka obsahuje složení zmenšeného septakordu od jednotlivých základních tónů (v závorkách uvedeny enharmonické tóny):
| Značka akordu                 | Základní tón | Malá tercie | Zmenšená kvinta | Zmenšená septima |
| ----------------------------- | ------------ | ----------- | --------------- | ---------------- |
| {\displaystyle Cdim\,\!}      | c            | es          | ges             | heses (=a)       |
| {\displaystyle Gdim\,\!}      | g            | b           | des             | fes (=e)         |
| {\displaystyle Ddim\,\!}      | d            | f           | as              | ces (=h)         |
| {\displaystyle Adim\,\!}      | a            | c           | es              | ges              |
| {\displaystyle Edim\,\!}      | e            | g           | b               | des              |
| {\displaystyle Hdim\,\!}      | h            | d           | f               | as               |
| {\displaystyle F^{\#}dim\,\!} | fis          | a           | c               | es               |
| {\displaystyle C^{\#}dim\,\!} | cis          | e           | g               | b                |
| {\displaystyle A^{b}dim\,\!}  | as           | ces (=h)    | eses (=d)       | geses (=f)       |
| {\displaystyle E^{b}dim\,\!}  | es           | ges         | heses (=a)      | deses (=c)       |
| {\displaystyle B^{b}dim\,\!}  | b            | des         | fes (=e)        | asas (=g)        |
| {\displaystyle Fdim\,\!}      | f            | as          | ces (=h)        | eses (=d)        |

## Vlastnosti a obraty
Jak je vidět již z tabulky v předchozím odstavci, zmenšený septakord je dokonale symetrický akord – mezi všemi jeho sousedními tóny je interval malé tercie a každý jeho obrat je opět zmenšený septakord (od jiného základního tónu).
Vyjdeme-li například od {\displaystyle Adim\,\!} (A, C, E♭, G♭):
- první obrat je C, E♭, G♭, A = {\displaystyle Cdim\,\!} (C, E♭, G♭, H𝄫)
- druhý obrat je E♭, G♭, A, C = {\displaystyle E^{b}dim\,\!} (E♭, G♭, H𝄫, D𝄫)
- třetí obrat je G♭, A, C, E♭ = {\displaystyle G^{b}dim\,\!} (G♭, H𝄫, D𝄫, F𝄫)

V čistém ladění nezní tyto obraty úplně stejně jako uvedené septakordy, ale v temperovaném se jedná o kombinace stále týchž tónů (neboť A=H𝄫, C=D𝄫, E♭=F𝄫). Zde tedy existují jen tři různé zmenšené septakordy, každý další je jen obratem některého z nich. Sobě odpovídající čtveřice jsou:
- {\displaystyle Cdim=D^{\#}{/}E^{b}dim\,\!=F^{\#}{/}G^{b}dim=Adim}
- {\displaystyle Ddim=Fdim\,\!=G^{\#}{/}A^{b}dim=Hdim}
- {\displaystyle Edim=Gdim\,\!=Bdim=C^{\#}{/}D^{b}dim}

Podobný je v tomto ohledu zvětšený kvintakord, který má pouze čtyři různé varianty po dvou obratech.
Celkově zní zmenšený septakord velmi tísnivým a neladným dojmem, neboť obsahuje samé mollové tercie a mezi dvojicemi nesousedních tónů jsou navíc velmi disonantní intervaly tritonu.

## Použití
V tradiční hudbě se zmenšený septakord používá jen ojediněle, např. karpatské lidové hudbě ale není cizí. Klasická hudba objevila jeho expresivní potenciál v době baroka, do konce 19. století se ovšem stal natolik běžným, že moderní skladatelé ho odvrhli jako „tuctový a laciný“ a začali pro vyjádření tísně a neklidu používat jiné, inovativní postupy.
Ve 20. století nicméně zmenšený septakord dosáhl obliby v populární hudbě, zejména folkové, bluesové apod., i díky tomu, že je v kterékoli tónině poměrně snadno hratelný na kytaře. Hudebníci k němu rádi sahají kdykoliv je třeba harmonii jinak jednoduché skladby „opepřit“ průchodem přes alterovaný akord.
Je používán na sedmém stupni durové stupnice, na druhém stupni harmonické moll, ale také například od zvětšené kvarty jako přechod z tóniky do subdominanty. Jednoduchý bluesový doprovod
- {\displaystyle |C^{7},,,|F^{7},,,|\,\!}

lze pomocí něj rozvinout na:
- {\displaystyle |C^{7},,,|Cdim,F^{7},|\,\!}

Zmenšený septakord Cdim a dominantní septakord F7 se od sebe liší jen minimálně (půltónem jednoho tónu, G♭ ≠ F), jejich vyznění je ale výrazně jiné.